# Mount Van der Essen
Mount Van der Essen (französisch Mont Van der Essen) ist ein 2525 m hoher Berg im ostantarktischen Königin-Maud-Land. Er ragt unmittelbar südlich des Mount Gillet in den Belgica Mountains auf.
Teilnehmer der Belgischen Antarktis-Expedition 1957/58 unter Gaston de Gerlache de Gomery (1919–2006) entdeckten ihn. Namensgeber ist Alfred Van der Essen (1914–2005), Ministerialdirektor im belgischen Außenministerium und Sponsor der Forschungsreise.